# The State of New York vs. Derek Murphy
The State of New York vs. Derek Murphy è il primo EP del rapper statunitense Sadat X, pubblicato nel 2000.
| Recensione | Giudizio |
| ---------- | -------- |
| AllMusic   | [ 1 ]    |
| HipHopDX   | [ 2 ]    |

## Tracce
1. X-Man (featuring Diamond D) – 3:07 – Diamond D
2. Low Maintenance, High Wear – 3:30 – Dart La
3. Ka-Ching (featuring Hy Tymes) – 4:32 – Minnesota
4. Cock It Back – 3:56 – A Kid Called Roots
5. If... (It Ain't About Paper) (featuring Hy Tymes) – 4:20 – Minnesota
6. You Can't Deny – 3:23 – Diamond D